# Tom Benson

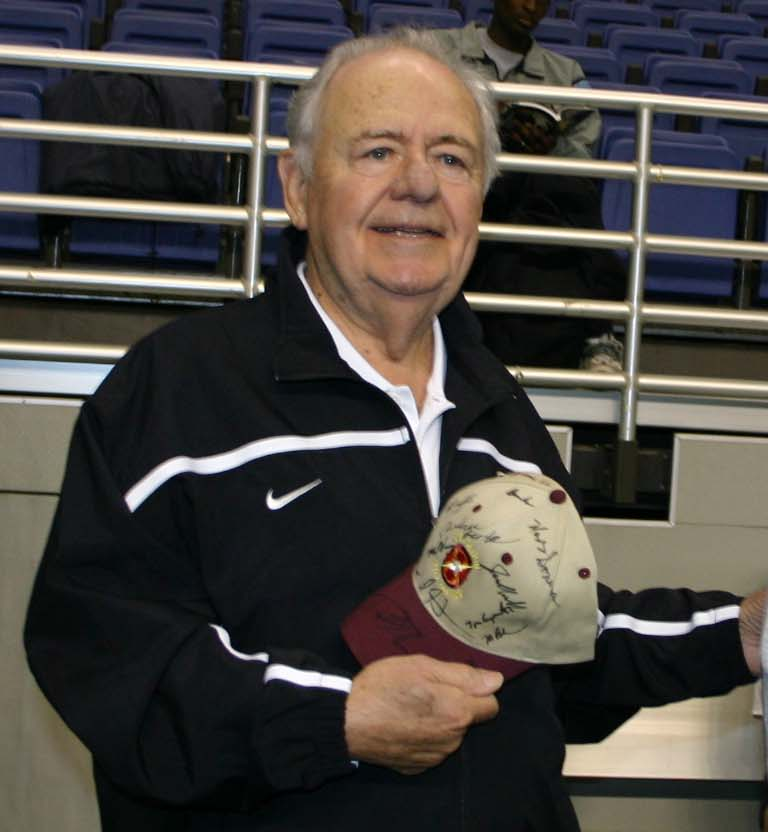
Benson 2005

Tom Benson (* 12. Juli 1927 in New Orleans, Louisiana; † 15. März 2018 ebenda) war ein US-amerikanischer Unternehmer, Besitzer des NFL-Teams New Orleans Saints und Besitzer des NBA-Teams New Orleans Pelicans.

## Werdegang
Tom Benson wurde in New Orleans geboren. Er diente in der US Navy und besuchte anschließend die Loyola University of New Orleans, die er im Jahr 1948 mit einem Abschluss in Buchhaltung verließ. Nach dem Studium arbeitete er als Automobilverkäufer bei Cathey Chevrolet in New Orleans. 1956 zog er nach San Antonio. 1962 wurde er alleiniger Besitzer von Tom Benson Chevrolet. Seine Gewinne aus dem Automobilgeschäft investierte er in lokale Banken. Diese Beteiligungen verkaufte er im Jahr 1996 an die Norwest Corporation.

### New Orleans Saints
Benson ist seit 1985 Besitzer der New Orleans Saints. Er kaufte das Team von John Mecom, nachdem er erfahren hatte, dass das Team am Rande eines Verkaufs an mehrere Gesellschaften stand. Diese dachten darüber nach, das Team nach Jacksonville, Florida umzusiedeln. Als Geschäftsmann erkannte er die Wichtigkeit um den Verbleib des Teams in New Orleans, nicht nur für die Stadt, sondern auch für den Bundesstaat Louisiana, der zu dieser Zeit in einer wirtschaftlichen Rezession steckte. Verursacht wurde die damalige Rezession durch sinkende Rohölpreise. Am 31. Mai 1985 wurde er offiziell zum Eigentümer ernannt. Kurz nach der Übernahme engagierte er Jim Finks als Präsident und General Manager sowie Jim Mora als Head Coach. Diese führten die New Orleans Saints bis in die Play-offs im Jahre 1987. Nach zahlreichen Versuchen, den Staat Louisiana zu überzeugen, ein neues Stadion bauen zu lassen, um den alternden Superdome zu ersetzen, sank seine Popularität, als er einen Umzug in eine andere Stadt ins Gespräch brachte. Sein Ansehen sank im Jahre 2005 auf ein „Allzeit-Tief“, nachdem bekannt wurde, dass er nach der Verwüstung von New Orleans durch den Hurrikan Katrina versuchte, das Team nach San Antonio zu verlagern. Die Saints trugen ihre Heimspiele, aufgrund der Verwüstungen in der Stadt und am Mercedes-Benz Superdome, tatsächlich zum Teil in San Antonio (3 Spiele), eines in East Rutherford und vier in Baton Rouge aus. Benson erklärte jedoch, dass man zur Saison 2006 wieder in New Orleans spielen würde, was man dann auch tat. Nach der Rückkehr zur Saison 2006 verbesserte sich die Mannschaft der Saints erheblich; gekrönt wurde diese Leistung durch den Gewinn des Super Bowl XLIV gegen die Indianapolis Colts am 7. Februar 2010. Benson erlangte sein Ansehen bei den Anhängern zurück. 
2014 wurde das Tom Benson Hall of Fame Stadium in Canton (Ohio), das frühere Fawcett Stadium, nach ihm benannt, nachdem er 11 Mio. US-$ für die Pro Football Hall of Fame gespendet hatte. 10 Mio. US-$ seiner Spende sollten für die Renovierung des Stadions genutzt werden.

### New Orleans Pelicans
Am 13. April 2012 kaufte Benson das NBA-Team New Orleans Hornets, welches jetzt unter dem Namen New Orleans Pelicans bekannt ist, für 338 Millionen US-$ von der NBA.

## Privatleben
Tom Benson war insgesamt dreimal verheiratet. Mit seiner ersten Frau adoptierte er drei Kinder.